# Solveig-statyetten
Solveig-statyetten är ett åländskt teaterpris, instiftat för att premiera några av de många insatser som görs inom den åländska teatern. Priset har fått sitt namn från en av Mariehamnsteaterns framlidna stöttepelare Solveig Erikson. Vinnarna av priset utses av Mariehamnsteaterns styrelse på basen av skriftliga förslag från allmänheten.
Lilla Solveig-priset delas ut till en ung person som studerar för att kunna arbeta professionellt inom  scenkonsten. Priset är ett stipendium på 500€ och är instiftat och finansierat av Living V&I ab som arbetar med utveckling både av undervisningen i skolan och av lärarnas professionella kunskapsbas.

## Mottagare av Solveig-priset[1]
- 2003 Jan-Erik Berglund, Gun Sjöroos och Leonarde Brändström
- 2004 Sven-Erik Björke, Synnöve Westerberg och Julia Westerberg
- 2005 Ulf Weman, Maria Mäntylä och Frida Österberg
- 2006 Ove Andersson, Elisabeth Överström och Alfons Röblom
- 2007 Ingen prisutdelning. Statyetterna delas numera ut vartannat år.
- 2008 Robert Liewendahl, Mirjam Öberg och Philip Björkqvist.
- 2010 Lena Andersson, Anders Laine och Erica Jansson
- 2012 Ann-Christine Karlsson, Johan Mansnerus och Lisa Schåman
- 2014 Margaretha Österman, Daniel Dahlén och Jon Henrikssen
- 2016 Ingen prisutdelning
- 2018 Isabella Grüssner-Sarling, Nicklas Lantz och Erik Lönngren